# Titularbistum Buleliana
Buleliana ist ein Titularbistum der römisch-katholischen Kirche.
Es geht zurück auf einen ehemaligen Bischofssitz in der römischen Provinz Byzacena bzw. Africa proconsularis in der Sahelregion von Tunesien.
| Titularbischöfe von Buleliana |                                     |                                           |                   |                 |
| Nr.                           | Name                                | Amt                                       | Von               | Bis             |
| 1                             | José Luis Astigarraga Lizarralde CP | Apostolischer Vikar von Yurimaguas (Peru) | 26. November 1991 | 20. Januar 2017 |
| 2                             | Gioan Đỗ Văn Ngân                   | Weihbischof in Xuân Lộc (Vietnam)         | 2. Mai 2017       | 16. Januar 2021 |
| 3                             | Deepak Valerian Tauro               | Weihbischof in Delhi (Indien)             | 16. Juli 2021     |                 |